# ミッドフィールダー
ミッドフィールダー（英: Midfielder）とは、サッカーにおけるポジションの一種。略記はMF。
| 国           | 言語 | ポジション名      | 読み                 |
| ------------ | ---- | ----------------- | -------------------- |
| 英語圏       | 英   | Midfielder        | ミッドフィルダー     |
| 英語圏       | 英   | Half              | ハーフ               |
| 日本         | 日   | 中盤              | ちゅうばん           |
| イタリア     | 伊   | Centro Campista   | チェントロカンピスタ |
| スペイン     | 西   | Centro Campista   | セントロカンピスタ   |
| スペイン     | 西   | Medio             | メディオ             |
| ドイツ       | 独   | Mittelfeld        | ミッテルフェルトゥ   |
| フランス     | 仏   | Milieu de terrain | ミリユ・ドゥ・テラン |
| ブラジル     | 葡   | Meio Campista     | メイオカンピスタ     |
| ポルトガル   | 葡   | Meia              | メイア               |
| アルゼンチン | 西   | Volante           | ボランテ             |
| オランダ     | 蘭   | Middenvelder      | ミッデンフェルダー   |

## 概要
フィールドの中央、フォワード（FW）とディフェンダー（DF）の間に位置し、両者をつなぎつつ攻撃と守備の両方に関わるポジション。求められる能力や役割は詳細なポジションやシステムによって大きく変化する。以前にハーフバックと呼ばれていた名残でハーフと呼ばれたり、DFからFWへのボールのつなぎ役としてリンクマンとも呼ばれていた。また、サッカーのポジションは国ごとに呼称やその語源も異なるが、MFは特に細かいポジションの分け方なども異なる。国によっては位置によって分類したり、役割に注目して分類し、名称をつけたりしている。

## 歴史
各ポジションの概念が誕生した1860～1870年代にはミッドフィールダーはハーフバックと呼ばれていた。1870年代後半にツーバック・システムが生まれ、3人のハーフバックが配置されると左右のハーフバックはウィングハーフ、あるいは右がライトハーフ、左がレフトハーフと呼ばれ、中央のハーフバックはセンターハーフ、あるいは動き回って攻守に絡むことからロービング・センターハーフと呼ばれた。ハーフバックと呼ばれる時代は長く続くが、1950年代に入り4-2-4のフォーメーションが誕生すると、中央の2の選手が攻守を兼ねる役割を担うようになる。そして、1960～1970年代になるとフォワードの人数が減り、ミッドフィールダーが増えてミッドフィールダーを重要視するようになり、この頃からミッドフィールダーと呼ばれるようになった。さらにミッドフィールダーの人数が4人になるとミッドフィールダーの中でも攻守やサイドで細分化され、攻撃的ミッドフィールダーや守備的ミッドフィールダーといった概念も誕生した。また、1980年代後半には3バックのフォーメーションが生まれ、サイドバックとウィングを兼ねるウィングバックのポジションも登場する。1990年代頃からは守備的ミッドフィールダーの役割の多様化に伴い、国によっては役割による名称なども付けられるようになった。

## 攻撃的ミッドフィールダー

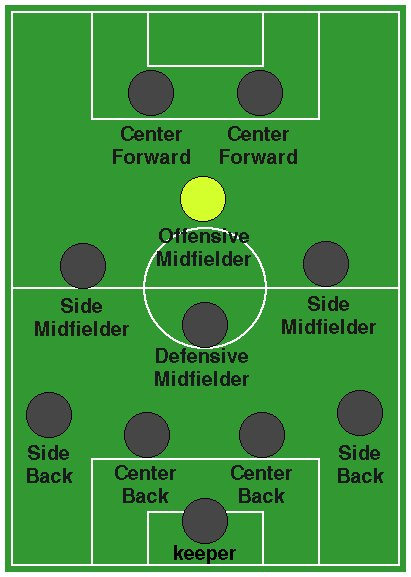
攻撃的ミッドフィールダーの位置

攻撃的ミッドフィールダーとは特にMFが2列で構成される場合にFWの後方、MFの最前方に位置するポジションである。日本では司令塔のようなものと思われがちだが、チーム全体を指揮してゲームを組み立てるというよりも、味方へのアシストや自ら突破を仕掛けゴールを狙うような得点に直結するプレーを主に担う。ドリブル、パスなどテクニックに優れた選手が任されることが多い。しかし、中央に位置するこのポジションは非常に激しいプレッシャーを受け、相手の守備的ミッドフィールダーの選手へのチェックなど、守備も行わなければならないのでフィジカルの強さや運動量なども同時に求められる。なかでも守備などのハードワークをほとんど行わない選手は過去にそのような選手が多かったことから、「クラシカルな」「古典的な」と形容される。世界的に有名なトップ下の選手はテクニックとパワーを兼ね備えていることが多い。セリエなどではMFではなく、FWとして見なされるのが一般的である。
| 国           | 言語 | ポジション名                 | 読み                                                 | 意味                     |
| ------------ | ---- | ---------------------------- | ---------------------------------------------------- | ------------------------ |
| 英語圏       | 英   | Attacking Midfielder         | アタッキング・ミッドフィールダー                     |                          |
| 英語圏       | 英   | Offensive Midfielder         | オフェンシブ・ミッドフィールダー                     |                          |
| 英語圏       | 英   | Offensive Half               | オフェンシブ・ハーフ                                 |                          |
| 英語圏       | 英   | Hole                         | ホール                                               |                          |
| 英語圏       | 英   | Playmaker                    | プレイメーカー                                       |                          |
| 日本         | 日   | 攻撃的ミッドフィールダー     | こうげきてき -                                       |                          |
| 日本         | 日   | トップ下                     | - した                                               | トップ（FW）の真下の選手 |
| イタリア     | 伊   | Trequartista                 | トレクァルティスタ                                   | 4分の3                   |
| スペイン     | 西   | Media Punta                  | メディアプンタ                                       | 半分のトップ             |
| ドイツ       | 独   | Offensiver Mittelfeldspieler | オーフェンズィーファー・ミッテルフェルトシュピーラー |                          |
| フランス     | 仏   | Milieu de terrain offensif   | ミリユ・ドゥ・テラン・オファンシフ                   | 攻撃的中盤               |
| フランス     | 仏   | Numéro 10                    | ニュメロ・ディス                                     | 10番                     |
| フランス     | 仏   | Meneur de jeu                | ムヌル・ドゥ・ジュ                                   | 試合の進行係             |
| ブラジル     | 葡   | meia-atacante                |                                                      |                          |
| アルゼンチン | 西   | Volante Offensivo            | ボランテ・オフェンシーボ                             |                          |
| アルゼンチン | 西   | Enganche                     | エンガンチェ                                         | フック、繋ぐ             |
| オランダ     | 蘭   | aanvallende middenvelder     | アーンファレンデ・ミッデンフェルダー                 |                          |
| オランダ     | 蘭   | achterspits                  | アハタースピッツ                                     | トップ下                 |
| オランダ     | 蘭   | nummer tien                  | ヌンマー・ティーン                                   | 10番                     |

### シャドー
攻撃的ミッドフィールダーの中でも特に得点の関与に比重を置いた選手を指す。また、MFであるが、影に忍び込み、相手DFのマークから外れた際に飛び出して得点する様から「シャドーストライカー（シャドウストライカー）」と呼ばれる場合がある。
FWとボランチ、守備的MFを繋ぐリンクマンのほか、相手DFにボールを拾われた際にはファーストDFとして高い位置で奪取する役割もある。
代表的な選手にはディエゴ・マラドーナ、ロベルト・バッジョ、リバウド、リオネル・メッシなどが挙げられる。

### 偽10番
偽10番またはセントラル・ウイングとは4-2-3-1のトップ下、4-3-3（4-1-2-3）のインサイドハーフ（後述）、4-3-2-1や3-4-2-1のシャドー（セカンドストライカー）といった10番と呼ばれるポジションを初期位置としつつ、ボールを保持している時にサイドに流れる選手である。FWの後ろで攻撃を組み立てる一方、補助的なサイドMFやWGの役割も行う。
代表的な選手にはメスト・エジル、イスコ、レアル・マドリード時代のアンヘル・ディ・マリアらが挙げられる。

## セントラル・ミッドフィールダー

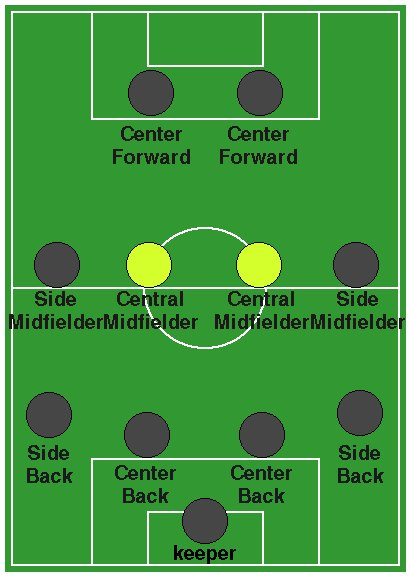
セントラルミッドフィールダーの位置

セントラル・ミッドフィールダー（英: Central Midfielder）とは中盤の中央に2人のMFを配置するポジションである。4-4-2や3-4-3などの中盤を1列にする構成と4-2-3-1や3-2-3-2などの中盤を2列にする構成がある。日本では、後述項名の「センターハーフ」を当ポジションとして呼ぶことも多い。イングランドでは、単に「ミッドフィールダー」というと当ポジションを指す場合がある。
中盤を1列にした構成ではダイヤモンド型やボックス型のように攻撃的と守備的とに前後を分けた配置はなく、横並びに配置する際に守備的MFと似た位置でありながら攻撃の際には攻撃的な位置まで広範囲を担当するポジションとなる。1990年代前半のイタリアや4-4-2が一般的であるイングランドで特によく見られている。攻撃的MFと守備的MFを兼ねるようなポジションで攻守両面にわたる総合的な能力と広い中盤全域をカバーする豊富な運動量を求められる。イタリアやスペインなどでは守備的ミッドフィールダーと纏めてひとつのポジションとされる。また、フォーメーションによっては攻撃的MF（2列目）と守備的MF（3列目）の間ということで、稀に2.5列目と呼ばれることもある。
中盤を2列にした構成では当ポジションを「ボランチ（ボランジ）」（後述）と呼ぶことがある。
| 国           | 言語 | ポジション名                | 読み                                           | 意味       |
| ------------ | ---- | --------------------------- | ---------------------------------------------- | ---------- |
| 英語圏       | 英   | Central Midfielder          | セントラル・ミッドフィールダー                 |            |
| 英語圏       | 英   | All Action Midfielder       | オールアクション・ミッドフィールダー           |            |
| 英語圏       | 英   | Box-to-box Midfielder       | ボックストゥボックス・ミッドフィールダー       |            |
| イタリア     | 伊   | Centrocampista Centrale     | チェントロカンピスタ・チェントラーレ           |            |
| イタリア     | 伊   | Mediano                     | メディアーノ                                   | 真ん中の人 |
| スペイン     | 西   | Medio Centro                | メディオ・セントロ                             |            |
| スペイン     | 西   | Pivote                      | ピボーテ                                       | 軸         |
| ドイツ       | 独   | Zentralen Mittelfeldspieler | ツェントラーレン・ミッテルフェルトシュピーラー |            |
| ブラジル     | 葡   | Meia-armador                | メイヤア・アルマドル                           |            |
| ブラジル     | 葡   | Meia-de-ligação             | メイヤ・ヂ・リガサン                           |            |
| アルゼンチン | 西   | Volante Central             | ボランテ・セントラル                           |            |
| オランダ     | 蘭   | Centrale middenvelder       | セントラール・ミッデンフェルダー               |            |

## センターハーフ

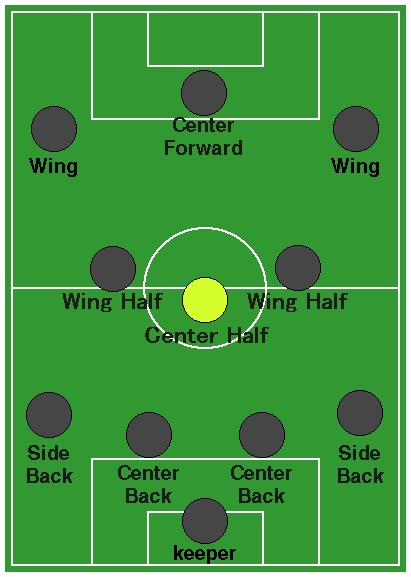
センターハーフの位置

センターハーフ（英: Centre half）とは19世紀後半のツーバック・システムに始まる古い呼称であり、MFがハーフバックと呼ばれたころに中央のハーフバックを示すものであった。ツーバック・システムでは攻守に関わる要のポジションであり、攻撃ではFWの5人へのボールの配球、守備では敵のセンターフォワードの両脇から前線に進出するインナーフォワードのマークなどを主な役割としていた。前後位置による中央ではなく、左右位置における中央担当からの呼称であるため、アンカーのように中盤における最後列で完全な守備的なポジションの場合もあれば、セントラル・ミッドフィールダーと同義で、前線に攻撃参加するポジションを指す場合もある。イギリスにおいては1930年代に2-3-5のフォーメーションからセンターハーフが下がって3-2-5のフォーメーションに変化したことから中央のフルバック（ディフェンダー）をそのままセンターハーフと呼び習わしたので、イギリスでセンターハーフというとセンターバックのことを示す。

## ウイングハーフ

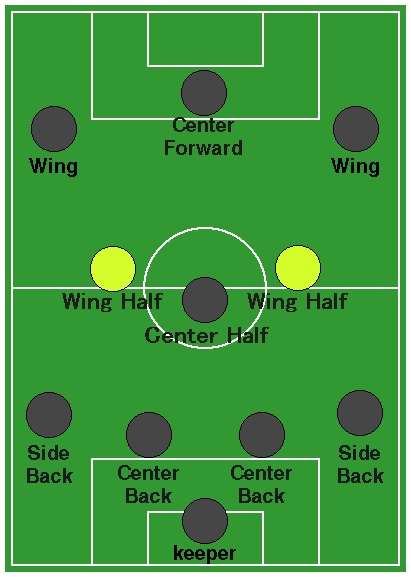
ウイングハーフの位置

かつてのウイングハーフ（英: Wing Half）とは中盤の選手が3人あるいはセンタハーフが3人で構成される時に左右に配置されるポジションである。古い呼称でMFがハーフバックと呼ばれたころに左右のハーフバックを示すものであった。ウイングという名前が付くが、サイドプレイヤーというわけではなく、サイド寄りのセントラルMFといった趣が強かった。スペインではサイドハーフと纏めて同じポジションにされている。「インサイドハーフ」と呼称される場合も多い。80年代以降、フォワードが2トップのフォーメーションが主流になり、ウイングがなくなると、ウイングの役割を担うサイドのMFが「ウイングハーフ」と呼ばれ、ウイングの名に相応しい役割となったため、こちらの場合を正式な呼称とする場合が多い。
トップ下のように「攻撃的MF」と表記されることもあり、攻撃時には高い位置に顔を出し、FWのサポートを行う。また、守備的MF（アンカー）の脇のカバーも行うため、攻守両面のバランスが大事であり、戦術眼などの能力も必要である。
近年の代表的な日本の選手には香川真司、原口元気、鎌田大地、田中碧、久保建英らがおり、海外選手ではアンドレス・イニエスタ、イスコ、ポール・ポグバ、マテオ・コヴァチッチ、メイソン・マウント、フィル・フォーデン、ペドリなどが挙げられる。
| 国       | 言語 | ポジション名 | 読み           | 意味       |
| -------- | ---- | ------------ | -------------- | ---------- |
| 英語圏   | 英   | Wing Half    | ウイングハーフ |            |
| イタリア | 伊   | Mezzala      | メッザーラ     | 半ウイング |
| スペイン | 西   | Interior     | インテリオール | 内部       |

## 守備的ミッドフィールダー

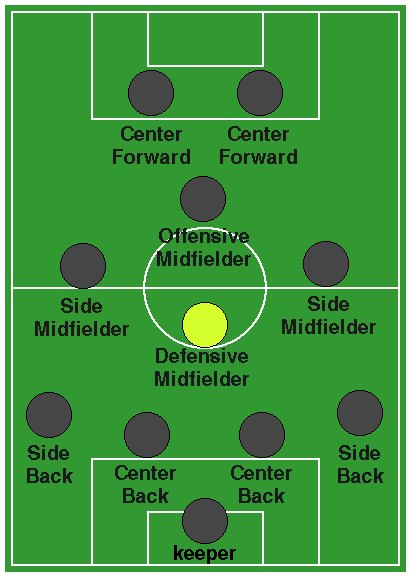
守備的ミッドフィールダーの位置

守備的ミッドフィールダーとは特にMFが2列で構成される場合にDFの前、中盤の底に配置されるポジションである。前から数えると3列目となる。守備的という言葉が使用されているが、位置が後方に配置されているだけで、守備を専門に行う選手と限らず、攻撃の組立を行ったりと攻撃で重要な役割を担うこともある。守備的という言葉が相応しくないとして、まとめてセンターハーフと呼ばれることも多く、個別の名称を持たない国も少なくない。このポジションは役割などによってさらに細分化される。近代サッカーでは、守備ではピンチを未然に防ぎ、攻撃では開始位置になるとして、近代サッカーで最も重要なポジションとも言われている。
このポジションは戦術や配置される人数によって大きく役割が異なるが、基本的にはディフェンスラインの前でボールを持った相手やスペースのケアなどの守備やプレッシャーの弱い低い位置で長短のパスを捌いて攻撃を組み立てることが主な役割となる。またSBがオーバーラップした際のカバーリングや、セットプレーで空中戦に強いCBが前線に上がった時に相手のカウンターアタックへの対策として守備要員を務めたりもする。相手ゴールからやや離れた位置取りを基本とするため、欧州においては、ロングシュートやミドルシュートを狙う選手も多い。1人のみが配置される場合は前線に上がってしまうと守備に穴ができるため、守備専任の選手、あるいは攻撃においてもオーバーラップではなくロングパスで貢献する選手である場合が多い。2人配置される場合は守備が堅実な選手と、攻撃に貢献できる選手を1人ずつ配置することが多いが、攻守どちらかに偏った戦術を取る場合に同タイプの選手を2人置いたりもする。守備においては技術よりも、豊富な運動量や視野の広さが重視される。攻撃を組み立てを担う場合においては、二手三手先までを見越した組み立てができる戦術眼と、前線まで距離があるためロングパスを正確に蹴れる技術、また低い位置でボールを奪われると即ピンチに直結するため正確なボールコントロールが要求される。また、2008年頃のドイツ・サッカー協会、及びオーストリア・サッカー協会の監督ライセンス取得コースでは、このポジションでは後述のゼクサーとアッハターのコンビ、つまり守備型の選手と攻撃型の選手の組み合わせが最も理想的と指摘されている。
日本では中盤の底、あるいは守備的ミッドフィールダーと呼ばれるが、守備的という言葉が敬遠され、「ボランチ（ボランジ）」（後述）と呼ぶことが多い。
| 国           | 言語 | ポジション名                 | 読み                                                 | 意味                             |
| ------------ | ---- | ---------------------------- | ---------------------------------------------------- | -------------------------------- |
| 英語圏       | 英   | Defensive Midfielder         | ディフェンシブ・ミッドフィールダー                   |                                  |
| 英語圏       | 英   | Defensive Half               | ディフェンシブ・ハーフ                               |                                  |
| 日本         | 日   | 守備的ミッドフィールダー     | しゅびてき -                                         |                                  |
| 日本         | 日   | 中盤の底                     | ちゅうばん - そこ                                    |                                  |
| イタリア     | 伊   | Centrocampista Centrale      | チェントロカンピスタ・チェントラーレ                 |                                  |
| イタリア     | 伊   | Mediano                      | メディアーノ                                         | 真ん中の人                       |
| スペイン     | 西   | Medio Centro                 | メディオ・セントロ                                   |                                  |
| スペイン     | 西   | Pivote                       | ピボーテ                                             | 軸                               |
| ドイツ       | 独   | Defensiver Mittelfeldspieler | デーフェンズィーファー・ミッテルフェルトシュピーラー |                                  |
| フランス     | 仏   | Milieu de terrain défensif   | ミリユ・ドゥ・テラン・デファンシフ                   | 守備的中盤                       |
| フランス     | 仏   | Numéro 6                     | ニュメロ・シス                                       | 6番                              |
| ブラジル     | 葡   | Volante                      | ボランチ                                             | 車のハンドル、カルロス・ボランチ |
| アルゼンチン | 西   | Volante Defensivo            | ボランテ・デフェンシーボ                             |                                  |
| アルゼンチン | 西   | número cinco                 | ヌーメロ・シンコ                                     | 5番                              |
| オランダ     | 蘭   | verdedigende middenvelder    | フェルデーディゲンド・ミッデンフェルダー             |                                  |

### 攻撃型
守備的MFの中でも特に攻撃的で攻守両面で活躍する選手。万能型とも言える。また守備的MFを「センターハーフ」と呼ぶケースにおいて、このタイプの選手がそう呼ばれる場合が最も多い。
| 国       | 言語 | ポジション名    | 読み               | 意味           |
| -------- | ---- | --------------- | ------------------ | -------------- |
| イタリア | 伊   | Incursore       | インクルソーレ     | 襲撃者         |
| スペイン | 西   | Pivote Segundo  | ピボーテ・セグンド |                |
| ドイツ   | 独   | Achter          | アハター           | 8番            |
| フランス | 仏   | Harceleur       | アルセルール       | 執拗に攻撃する |
| ブラジル | 葡   | Segundo Volante | セグンド・ボランチ | 第2のボランチ  |

### 守備型
守備的MFの中でも特に守備を専門的に行う選手で、バイタルエリアと呼ばれるディフェンスラインの前のスペースを埋めたり、相手選手からボールを奪取することを主な役割とする。献身的なプレーを求められ、あまり目立たないポジションではあるが中盤の守備において非常に重要な役割を担う。センターバックと互換性の高いポジションで、守備に長けた選手はセンターバックもこなせることが多く、逆にセンターバックの選手が守備的ミッドフィールダーを任されることもある。アンカーも同義語に近い意味で呼称される場合がある。
| 国         | 言語 | ポジション名       | 読み                               | 意味             |
| ---------- | ---- | ------------------ | ---------------------------------- | ---------------- |
| 英語圏     | 英   | Holding Midfielder | ホールディング・ミッドフィールダー | Hold＝守る       |
| 英語圏     | 英   | Anchor             | アンカー                           | 船の錨           |
| イタリア   | 伊   | Incontrisita       | インコントリスタ                   | ぶつかる人       |
| イタリア   | 伊   | Interditore        | インテルディトーレ                 | 阻止する人       |
| スペイン   | 西   | Pivote Defensivo   | ピボーテ・デフェンシボ             | 守備的なピボーテ |
| ドイツ     | 独   | Vorstopper         | フォアシュトッパー                 | 前方のストッパー |
| ドイツ     | 独   | Zerstörer          | ツェアシュテーラー                 | 邪魔する人       |
| ドイツ     | 独   | Sechser            | ゼクサー                           | 6番              |
| フランス   | 仏   | Récupérateur       | レキュペラトゥール                 | 回収業者         |
| ブラジル   | 葡   | Primeiro Volante   | プリメイロ・ボランチ               | 第1のボランチ    |
| ポルトガル | 葡   | Trinco             | トリンコ                           | 掛け金           |

### 司令塔型
守備的MFの中でも特に司令塔的な役割を担う選手。比較的プレッシャーの弱い中盤の底から、広い視野と長短のパスを駆使して攻撃の指揮を執る。攻撃の開始となり、ラストパスではなく、それよりもひとつふたつ手前のパスを担当する場合が多いため、二手三手先まで先読みしゲームを組み立てる戦術眼と、長短のパスを自在にかつ正確に蹴り分ける技術が要求されるが、守備の役割は軽減されることも多く、プレッシャーも弱いポジションであることからフィジカルはさほど重要視されず、テクニックには優れるがフィジカルに劣るような選手も多い。役割や存在の呼称として「レジスタ」と呼ばれることも多い。ジョゼップ・グアルディオラ、シャビ・エルナンデス、セルヒオ・ブスケツ、フアン・セバスティアン・ベロン、ズボニミール・ボバン、ジュゼッペ・ジャンニーニ、デメトリオ・アルベルティーニ、アンドレア・ピルロなどが代表的な選手。
また日本では特に、生粋の司令塔型ボランチはほとんどおらず、攻撃的MFからポジションを下げてこの役割を務める選手が多い。理由の1つ目は、攻撃的MFにおいて自ら得点を狙う選手が多い欧米に対し、パスを出す役割の選手が多い日本人の場合、プロになってプレッシャーの厳しいトップ下で苦戦するよりも自由にパスが繰り出せるポジションであるボランチに移ることでパス能力を発揮しようとすること、2つ目の理由は、攻撃で自分の活躍を重視する若手時代から年齢を重ねるとフォアザチーム精神が成長し、守備や黒子役をキチンとこなせる様になり、守備の比率が増すボランチへ移動するケースが多いこと、3つ目は、高校などでは優秀な選手は花形の攻撃的なポジションを担当するため、プロ入りする優秀選手は攻撃的ポジション出身が比較的多いが、フォーメーション上は攻撃的MF1、守備的MF2くらいの割合であるため、トップ下のポジション争いをするよりも、ボランチに生き場所を求めるため、などが考えられる。名波浩、中田英寿、小笠原満男、小野伸二、遠藤保仁、中村憲剛といった優れた能力を持つパサー達もまさにそうであり、またパサーではないが伊東輝悦、稲本潤一、長谷部誠らも3つ目の理由でボランチにコンバートしている。
| 国       | 言語 | ポジション名         | 読み                               | 意味             |
| -------- | ---- | -------------------- | ---------------------------------- | ---------------- |
| 英語圏   | 英   | Deep-lying Playmaker | ディープライイング・プレイメーカー |                  |
| イタリア | 伊   | Regista              | レジスタ                           | 演出家、映画監督 |
| スペイン | 西   | Pivote Organizador   | ピボーテ・オルガニサドール         | 組織するピボーテ |

## ボランチ

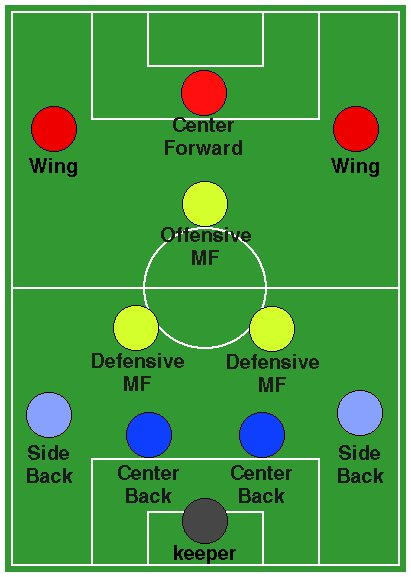
中盤の3列目（守備的MF）がボランチの位置

ボランチ（葡: Volante）とは中盤の中央で攻守の役割をするポジションである。守備的MFに限らず、セントラルMF、センターハーフ、攻撃的な3列目（DFの前）の選手なども含まれている。
日本ではJリーグ創設期（1993年頃）に外国人選手によってボランチの用語が取り入れられていった。ボランチの用語が普及していった時期にアメリカワールドカップで守備型ボランチとして活躍したドゥンガがジュビロ磐田に在籍していた。その影響から守備型の守備的MFが日本のボランチ像として定着されてきた。しかし、ボランチの本来の由来は“舵取り”であり、攻撃を組み立てたり、試合をコントロールする攻撃的な役割もある。近年では攻撃の起点となるパスやゲームのリズム作りになるパスなど、攻撃的なスキルが必要のポジションとなっている。複数のボランチを配置した場合には攻撃型の選手と守備的MFで役割を割り振る傾向がある。
因みに日本では人数によってワンボランチ、ダブルボランチなどと呼び分けるが、これは英語とポルトガル語が混ざった表現であるといえる。ポルトガル語ではそれぞれ、um volante（ウンボランチ）, dois volantes（ドイスボランチ）と呼び分ける。

## サイド・ミッドフィールダー

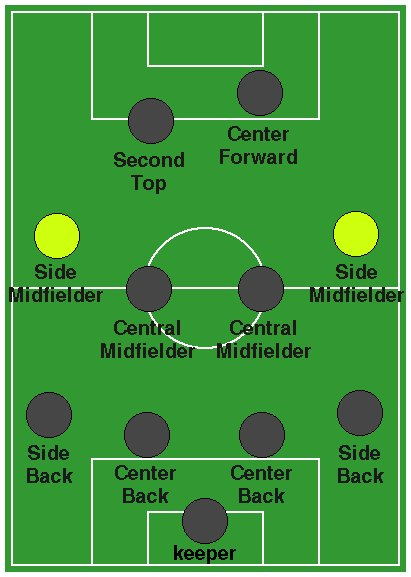
サイドミッドフィールダーの位置

サイド・ミッドフィールダー（英: Side Midfielder）とは中盤のサイドに位置するポジションである。右と左で2人置かれる。4バックのフォーメーションでサイドバックが後ろにいる場合と、3バックのフォーメーションでサイドバックの役割を兼ねる場合とで求められる役割が異なり、後者の場合はウイングバックと呼ばれることが多い。この項では前者の場合について説明する。4-3-3の3トップからフォワードのウイングが下がって4-4-2になったことでできたポジションであり、ウイングの持っていたサイドアタックの役割を引き継いでいるため、前述した「ウイングハーフ」と呼ばれる場合もある。両サイドからの攻撃の組み立てやドリブル突破、センタリングといった攻撃面の能力が重視され、アーリークロスや中へ切れ込んでのミドルシュートなどを得意とする選手もいる。そのため、一般的にスピードがありドリブルの上手い選手やセンタリングなどのロングキックが上手い選手が好まれる。突破力に優れるウイングのような選手やセンタリングなどパスで攻撃の組立に長ける選手などがいる。3トップでウイングを担当している選手が移籍や戦術変更などでウイングの無いこのフォーメーションのチームに参加する際は、このサイドミッドフィルダーに就くことが多い。近年ではパサータイプのトップ下選手が、そのパス能力を活かすためにプレッシャーの少ないサイドに位置取るためにこのポジションにつくことも多い。一方のサイドを2人で担当することになり、守備重視のサイドバック選手が後方にいるため、ある程度攻撃を重視した役割を担当できる。
| 国           | 言語 | ポジション名           | 読み                         | サイド |
| ------------ | ---- | ---------------------- | ---------------------------- | ------ |
| 英語圏       | 英   | Side Midfielder        | サイド・ミッドフィールダー   |        |
| 英語圏       | 英   | Right Midfielder       | ライト・ミッドフィールダー   | 右     |
| 英語圏       | 英   | Left Midfielder        | レフト・ミッドフィールダー   | 左     |
| 英語圏       | 英   | Outside                | アウトサイド                 |        |
| 英語圏       | 英   | Outside Right          | アウトサイド・ライト         | 右     |
| 英語圏       | 英   | Outside Left           | アウトサイド・レフト         | 左     |
| 英語圏       | 英   | Side Half              | サイドハーフ                 |        |
| 英語圏       | 英   | Right Half             | ライト・ハーフ               | 右     |
| 英語圏       | 英   | Left Half              | レフト・ハーフ               | 左     |
| 日本         | 日   | 中盤の右               | ちゅうばん - みぎ            | 右     |
| 日本         | 日   | 中盤の左               | ちゅうばん - ひだり          | 左     |
| 日本         | 日   | 右の中盤               | みぎ - ちゅうばん            | 右     |
| 日本         | 日   | 左の中盤               | ひだり - ちゅうばん          | 左     |
| 日本         | 日   | 右のミッドフィールダー | みぎ -                       | 右     |
| 日本         | 日   | 左のミッドフィールダー | ひだり -                     | 左     |
| 日本         | 日   | 右のハーフ             | みぎ -                       | 右     |
| 日本         | 日   | 左のハーフ             | ひだり -                     | 左     |
| イタリア     | 伊   | Esterno                | エステルノ                   |        |
| イタリア     | 伊   | Esterno Destro         | エステルノ・デストロ         | 右     |
| イタリア     | 伊   | Esterno Sinistro       | エステルノ・シニストロ       | 左     |
| スペイン     | 西   | Interior               | インテリオール               |        |
| スペイン     | 西   | Interior Derecho       | インテリオール・デレーチョ   | 右     |
| スペイン     | 西   | Interior Izquierdo     | インテリオール・イスキエルド | 左     |
| ドイツ       | 独   | Rechte Mittelfeld      | レヒテ・ミッテルフェルトゥ   | 右     |
| ドイツ       | 独   | Linke Mittelfeld       | リンケ・ミッテルフェルトゥ   | 左     |
| フランス     | 仏   | Milieu droit           | ミリユ・ドロワ               | 右     |
| フランス     | 仏   | Milieu gauche          | ミリユ・ゴーシュ             | 左     |
| ブラジル     | 葡   | Meia-lateral           | メイヤ・ラテラウ             |        |
| ブラジル     | 葡   | Meia direito           | メイヤ・ヂレイトゥ           | 右     |
| ブラジル     | 葡   | Meia esquerdo          | メイヤ・イスケルドゥ         | 左     |
| アルゼンチン | 西   | Volante Lateral        | ボランテ・ラテラル           |        |
| オランダ     | 蘭   | Flankspeler            | フランクスペーラー           |        |

## ウイング

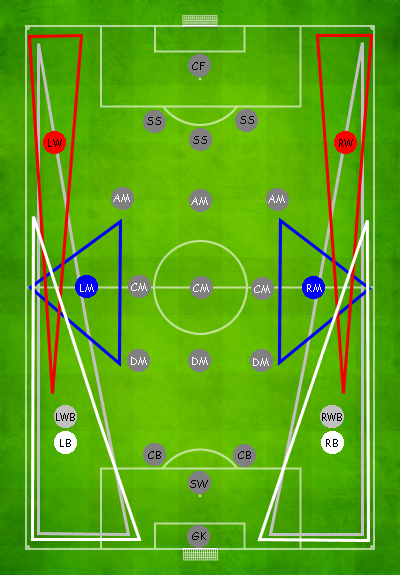
ウイングが赤、サイドMFが青で示されている位置

現代サッカーでは、ウイングのポジションはワイドでプレーする非ディフェンダーの選手を指している。このポジションは左右に位置するフォワードまたはミッドフィールダーに適用される。
通常の典型的なウイングはスリートップの左右でのプレー、ワイドの高い位置からの積極的な得点の創出、ワイドから中央へカットインをしてパスを出す、ディフェンスを引きつけるといった役割が挙げられる。しかし、イングランドでは1960年代にサイドが高い位置を取る4-4-2の布陣が増加し（1966年のワールドカップ本大会では4-3-3（決勝では4-1-3-2）の布陣を採用していたが、同年代に4-4-2（または4-2-4）の布陣も試合で使用していた）、その際にサイドの選手にサイドバックのカバーをする守備的役割も与えていたため、ウイングをミッドフィールダーのポジションとすることもある。

## ウイングバック

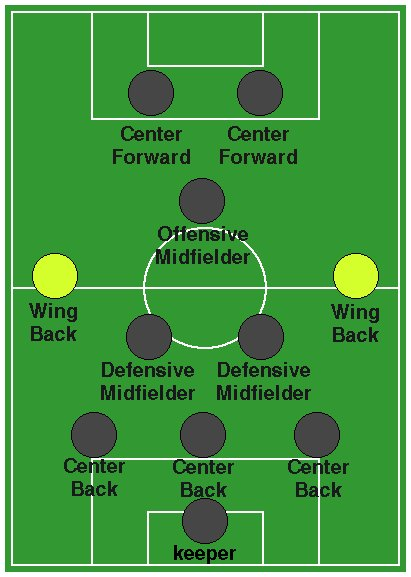
ウィングバックの位置

ウイングバック（英: WingBack）とは通常、3-5-2や3-6-1のフォーメーションの場合に両サイドに置かれたミッドフィールダーの呼称である。一般的にはミッドフィールダーに分類されることが多いが、イングランドにおいては4バックがほとんどで、3バックは一般的でないため、ウイングバックを含めて5バックと見做して、ウイングバックをディフェンダーと考えることもある。役割としては名前が示すとおりウィングとバック（サイドバック）を兼ねるもので、守備時にはサイドバックのように相手サイドアタッカーのマークや自陣のサイド後方のスペースのカバーなど守備を行い、攻撃時にはウィングやサイドミッドフィールダーのようにサイドで攻撃の組み立てからドリブル突破、センタリングまであらゆる能力を求められる。一方のサイドにおいて、一人で攻守両方の役割をこなさなければならないため、90分間絶え間なくサイドを上下する体力が求められる非常にタフなポジションの一つである。